# كارول بروس
كارول بروس (بالإنجليزية: Carol Bruce)‏ هي مغنية وممثلة أمريكية، ولدت في 15 نوفمبر 1919 في الولايات المتحدة، وتوفيت بنفس المكان في 9 أكتوبر 2007.

## وصلات خارجية
- كارول بروس على موقع IMDb (الإنجليزية)
- كارول بروس على موقع أول موفي (الإنجليزية)
- كارول بروس على موقع قاعدة بيانات برودواي على الإنترنت (الإنجليزية)
- كارول بروس على موقع إن إن دي بي (الإنجليزية)
- كارول بروس على موقع ديسكوغز (الإنجليزية)
- كارول بروس على موقع قاعدة بيانات الفيلم (الإنجليزية)